# Johann Mokre
Johann Mokre (* 4. Juni 1901 in Bruck an der Mur; † 26. Dezember 1981 in Graz) war ein österreichischer Soziologe und Rechtsphilosoph.

## Leben und Wirken
Nach der Matura (1919) studierte Mokre an der Universität Graz: Von 1919 bis 1920 Mathematik und Physik, von 1920 bis 1924 Rechtswissenschaft und von 1925 bis 1928 Philosophie und Physik. Dort wurde er 1924 zum Dr. jur. promoviert, 1925 zum Dr. rer. pol. und 1928 zum Dr. phil. (Philosophie/Physik). 1931 habilitierte er sich für Rechtsphilosophie. 
Von 1932 bis 1938 war Mokre Privatdozent, seit 1937 mit dem Status eines titular außerordentlichen Universitätsprofessors. Hauptberuflich war er gleichzeitig im Volksbildungswesen tätig (Arbeiter- und Arbeitslosenbildung als Angestellter der Kammer für Arbeiter und Angestellte Steiermark).
1938 wurde er entlassen, zudem wurde seine universitäre Lehrbefugnis aufgehoben, 1939 folgte die Zwangspensionierung als Universitätsdozent. Bis zu diesem Zeitpunkt hatte er auch unter dem Pseudonym Hans Mokre publiziert. 
Mokre emigrierte im Juni 1939 über die Schweiz und Italien in die USA; 1946 wurde er US-amerikanischer Staatsbürger. Nach verschiedenen akademischen Tätigkeiten war er von 1945 bis 1948 Professor of Physics and Mathematics am Barat College of the Sacred Heart in Lake Forest, Illinois.
Im März 1948 kehrte er nach Graz und auch an die Universität Graz zurück, wor er zunächst für ein Semester als Gastprofessor mit dem Lehrauftrag für Rechtsphilosophie, Staatsrecht und Völkerrecht tätig war. 1949 nahm Mokre wieder die österreichische Staatsbürgerschaft an. Von 1949 bis 1971 war er an der Universität Graz ordentlicher Universitätsprofessor der Rechts- und Staatswissenschaften mit der Lehrverpflichtung für Rechtsphilosophie, Allgemeine Staatslehre und Soziologie. Mokre leitete ab 1958 das Institut für Empirische Soziologie und Statistik an der Universität Graz und nach der Aufsplittung des Instituts in eines für Statistik und eines für Soziologie das Institut für Soziologie von 1965 bis zu seiner Emeritierung 1971.
Über seine akademische Tätigkeit hinaus engagiert er sich im Bereich Erwachsenenbildung als Vortragender und Vorstandsmitglied der Österreichischen Urania für Steiermark, deren Präsident er von 1969 bis 1981 war.